# 1989
1989 MCMLXXXIX je bilo navadno leto, ki se je po gregorijanskem koledarju začelo na nedeljo. Leto je zaznamoval predvsem val revolucij v državah vzhodnega bloka, ki je povzročil padec komunizma in napovedal zmanjšanje vpliva Sovjetske zveze v svetovni politiki in njen razpad dve leti kasneje.

## Dogodki

### Januar – april
- 7. januar – Akihito postane japonski cesar po smrti očeta Hirohita.
- 18. januar – Ante Marković nasledi Branka Mikulića na položaju predsednika vlade Jugoslavije.
- 20. januar – George H. W. Bush postane 41. predsednik Združenih držav Amerike.
- 3. februar – v vojaškem državnem udaru je odstavljen paragvajski diktator Alfredo Stroessner.
- 14. februar – v zemeljsko orbito je vtirjen prvi satelit navigacijskega sistema GPS.
- 15. februar – zadnji sovjetski vojak zapusti Afganistan; konec sovjetsko-afganistanske vojne.
- 16. februar – ustanovljena je Socialdemokratska zveza Slovenije, kasneje preimenovana v Slovensko demokratsko stranko.
- 24. februar – delegacije 160 držav se udeležijo pogreba japonskega cesarja Hirohita.
- 3. marec – predsedstvo Jugoslavije razglasi izredne razmere na Kosovu in pošlje vojsko proti Albancem, ki demonstrirajo v podporo odstavljenem Azemu Vlasiju ter proti zmanjševanju avtonomije Kosova.
- 13. marec – huda magnetna nevihta povzroči razpad električnega omrežja Quebeca, ki oskrbuje 9 milijonov ljudi, severni siji so vidni vse do Teksasa na jugu.
- 15. marec – Izrael vrne nadzor nad mestom Taba Egiptu, s čimer se konča sedem let trajajoč ozemeljski spor med državama.
- 23. – 28. marec – v množičnih izgredih albanske skupnosti zaradi ustavnih sprememb v Jugoslaviji, ki ukinejo avtonomijo Socialistične avtonomne pokrajine Kosovo, umre vsaj 29 ljudi.
- 24. marec – iz tankerja Exxon Valdez, ki je nasedel v Zalivu princa Williama na Aljaski, izteče za 240.000 sodčkov surove nafte in povzroči obsežno ekološko katastrofo.
- 14. april – kitajski študentje zasedejo Trg nebeškega miru v Pekingu.
- 15. april – zgodi se največja katastrofa na nogometnem štadionu v zgodovini, ko na štadionu Hillsborough zaradi prenatrpanosti umre 96 navijačev Liverpoola.
- 17. april – poljske oblasti priznajo sindikatu Solidarność status legalne politične stranke in mu dovolijo sodelovati na volitvah.

### Maj – avgust
- 2. maj – madžarske oblasti odstranijo 240 km barikad na meji z Avstrijo – začetek padca železne zavese.
- 8. maj – pisatelj Tone Pavček prebere Majniško deklaracijo z zahtevo po suvereni državi slovenskega naroda na množičnem protestnem zborovanju zaradi aretacije Janeza Janše na Kongresnem trgu v Ljubljani.
- 14. maj – Mihail Gorbačov kot prvi sovjetski voditelj po 1960. letih obišče Kitajsko.
- 15. maj – Janez Drnovšek postane novi predsednik predsedstva Jugoslavije.
- 4. junij – 
  - iskre dveh potniških vlakov vnamejo zemeljski plin, ki je spuščal iz cevovoda pri mestu Aša v Rusiji; v eksploziji umre 645 ljudi.
  - odločilna zmaga stranke Solidarność na poljskih parlamentarnih volitvah odpre pot za spremembo režima v državi.
  - kitajska Ljudska osvobodilna vojska krvavo zatre demonstracije v Pekingu.
- 13. junij – oceanograf Robert Ballard odkrije ostanke leta 1941 potopljene bojne ladje Bismarck.
- 4. julij – predstavnik Palestinskega islamskega džihada izvede na avtobusu med Tel Avivom in Jeruzalemom prvi palestinski samomorilski napad proti Izraelu.
- 10. julij – 300.000 rudarjev v sibirskih rudnikih premoga priredi najbolj množično delavsko stavko v Sovjetski zvezi od 1920. let.
- 19. julij – Wojciech Jaruzelski, zadnji komunistični voditelj Poljske, je imenovan za predsednika države.
- 20. julij – oblasti v Burmi odredijo hišni pripor za voditeljico opozicije Aung San Su Či.
- 23. julij – Giulio Andreotti postane predsednik vlade Italije.
- 31. julij – na trg pride prenosna igralna konzola Game Boy podjetja Nintendo.
- 15. avgust – Frederik Willem de Klerk postane zadnji predsednik Republike Južne Afrike v obdobju apartheida.
- 23. avgust – 
  - okrog 2 milijona prebivalcev baltiških držav oblikuje 600 km dolgo človeško verigo preko vseh treh takratnih sovjetskih republik in zahteva neodvisnost.
  - Madžarska odpre mejo z Avstrijo.
- 24. avgust -
  - kolumbijski razpečevalci kokaina razglasijo »totalno vojno« proti oblastem.
  - sonda Voyager 2 leti mimo Neptuna.

### September – december
- 10. september – Madžarska odpre zahodno mejo beguncem iz Vzhodne Nemčije.
- 26. september – Vietnam konča enajstletno okupacijo Kambodže.
- 27. september – predsedstvo SR Slovenije sprejme amandmaje k republiški ustavi, po katerih imajo republiški zakoni prednost pred zveznimi in ki razglašajo pravico do odcepitve.
- 17. oktober – V Zagrebu se na koncertu z naslovom Voljenom gradu, glasbene skupine Prljavo kazalište zbere okrog 300.000 ljudi. Gre za največje zgodovinsko zborovanje Hrvatov, ki posredno napove razpad skupne države in Domovinsko vojno.
- 23. oktober – madžarski predsednik Mátyás Szűrös razglasi Madžarsko republiko.
- 4. november – tajfun Gay opustoši jug Tajske in zahteva skoraj 1000 žrtev.
- 7. november – odstopi komunistična vlada Vzhodne Nemčije z izjemo Egona Krenza, ki ostane vodja države.
- 9. november – Günter Schabowski na novinarski konferenci pomotoma izjavi, da bodo spremembe pravil za potovanje med Zahodno in Vzhodno Nemčijo stopile v veljavo »takoj«. Množica Berlinčanov se zato zbere ob Berlinskem zidu in prvič po 28 letih izsili odprtje prehodov.
- 12. november – prve svobodne predsedniške volitve v Braziliji po 60 letih.
- 17. november – 29. december – žametna revolucija: policija napade udeležence študentskega zborovanja v Pragi, kar sproži množične proteste po vsej Češkoslovaški, ki na koncu privedejo do padca komunističnega režima.
- 20. november – Generalna skupščina OZN sprejme Konvencijo o otrokovih pravicah.
- 29. november – slovenska vlada prepove srbski »miting resnice«, napovedan za 1. december v Ljubljani, srbsko predsedstvo se odzove z ekonomskimi sankcijami.
- 6. december – Egon Krenz odstopi kot predsednik Državnega sveta Nemške demokratične republike, nasledi ga Manfred Gerlach kot prvi nekomunistični politik na tem položaju.
- 16. – 25. december – v revoluciji je nasilno strmoglavljen režim komunističnega diktatorja Nicolaeja Ceaușescuja v Romuniji.
- 20. december – ameriška vojska vdre v Panamo da bi strmoglavila voditelja Manuela Noriego.
- 29. december – Václav Havel postane predsednik Češkoslovaške.

## Rojstva
- 1. januar – Žiga Pance, slovenski hokejist
- 13. januar – Tim Matavž, slovenski nogometaš
- 14. februar – Jurij Tepeš, slovenski smučarski skakalec
- 2. marec – Marcel Hirscher, avstrijski alpski smučar
- 4. april – Zoran Dragić, slovenski košarkar
- 9. julij – Roman Koudelka, češki smučarski skakalec
- 23. julij – Daniel Radcliffe, britanski filmski igralec
- 30. oktober – Nastia Liukin, ameriška gimnastičarka
- 21. november – Anita Kralj, slovenska pevka
- 13. december – Taylor Swift, ameriška glasbenica in igralka

## Smrti
- 6. januar – Edmund Leach, britanski socialni antropolog (* 1910)
- 7. januar – Hirohito, japonski cesar (* 1901)
- 10. januar – Valentin Petrovič Gluško, ruski raketni inženir (* 1908)
- 23. januar – Salvador Dalí, španski (katalonski) slikar (* 1904)
- 9. februar – Osamu Tezuka, japonski risar in animator (* 1929)
- 13. februar – Franc Raztočnik, slovenski organist in zborovodja (* 1908)
- 27. februar – Konrad Lorenz, avstrijski etolog in ornitolog, nobelovec (* 1903)
- 18. marec – Harold Jeffreys, angleški geofizik, astronom, matematik (* 1891)
- 15. april – Hu Yaobang, kitajski politik (* 1915)
- 30. april – Sergio Leone, italijanski filmski režiser (* 1929)
- 3. junij – ajatola Homeini, iranski voditelj (* 1900)
- 9. junij – George Wells Beadle, ameriški genetik, nobelovec (* 1093
- 22. junij – Anton Dermota, slovenski operni pevec (* 1910)
- 27. junij – Alfred Jules Ayer, britanski filozof (* 1910)
- 2. julij – 
  - Andrej Gromiko, ruski politik (* 1909)
  - Wilfrid Sellars, ameriški filozof (* 1912)
- 6. julij – János Kádár, madžarski politik (* 1912)
- 11. julij – Laurence Olivier, angleški gledališki igralec in režiser (* 1907)
- 16. julij – Herbert von Karajan, avstrijski dirigent (* 1908)
- 22. avgust – Aleksander Sergejevič Jakovljev, ruski letalski konstruktor (* 1906)
- 29. avgust – Peter Scott, angleški ornitolog, ekolog in slikar (* 1909)
- 28. september – Ferdinand Marcos, filipinski politik (* 1917)
- 26. oktober – Charles J. Pedersen, ameriški kemik, nobelovec (* 1904)
- 12. november – Božidar Jakac, slovenski slikar, grafik (* 1899)
- 24. november – Abdalah Jusuf Azam, jordanski terorist (* 1941)
- 14. december – Andrej Dimitrijevič Saharov, ruski fizik, kozmolog in borec za človekove pravice (* 1921)
- 22. december – Samuel Beckett, irski dramatik, nobelovec (* 1906)
- 24. december – Jurij Levičnik, slovenski gospodarstvenik (* 1925)
- 25. december – Nicolae Ceaușescu, romunski diktator (* 1918)
- 25. december – Elena Ceaușescu, žena diktatorja Nicolaea Ceaușesca (* 1916)
- 25. december – Riccardo Morandi, italijanski inženir in arhitekt (* 1902)
- 26. december – Ludvik Starič, slovenski motociklistični dirkač (* 1906)
- 28. december – Hermann Oberth, nemški fizik in raketni inženir (* 1894)

## Nobelove nagrade
- Fizika – Norman F. Ramsey, Hans G. Dehmelt, Wolfgang Paul
- Kemija – Sidney Altman, Thomas R. Cech
- Fiziologija ali medicina – J. Michael Bishop, Harold E. Varmus
- Književnost – Camilo José Cela
- Mir – Tenzin Gyatso, 14. dalajlama
- Ekonomija – Trygve Haavelmo